# ハモンハモン
『ハモンハモン』（Jamón, jamón）は、1992年のスペインのロマンティック・コメディ映画。第49回ヴェネツィア国際映画祭で銀獅子賞を受賞している。また、女優ペネロペ・クルスの映画デビュー作でもある。原題の「jamón（ハモン）」はスペイン語で「ハム」を意味する。

## ストーリー
スペインの小さな田舎町を舞台に6人の男女の恋愛模様を描く。
男性用下着メーカーの工場で働くシルヴィアは幼い妹たちと母親と暮らしている。シルヴィアの恋人は社長の息子ホセ・ルイスだが、彼はシルヴィアの母で娼婦のカルメンとも関係を持っており、それをシルヴィアは知っている。ホセ・ルイスはシルヴィアが自分の子を妊娠したと知ると、シルヴィアと結婚することを決めるが、ホセ・ルイスの母コンチータは夫マヌエルがかつてシルヴィアの母カルメンと関係していたことを未だに根に持ち、シルヴィアを娼婦の娘と罵って交際を決して許そうとしない。シルヴィアが妊娠していることを知らないコンチータは、2人を別れさせるためにラウルという若く逞しい青年を雇ってシルヴィアを誘惑させることにする。ラウルの積極的なアプローチに冷たい態度を取り続けていたシルヴィアだったが、親の言いなりで煮え切らないホセ・ルイスに失望し、ラウルを愛するようになると、ラウルも美しいシルヴィアを本気で愛するようになる。一方、ラウルの若い肉体に溺れ切っていたコンチータは、シルヴィアの妊娠を知ると、シルヴィアにラウルが自分の依頼で誘惑したことを明かし、ホセ・ルイスと結婚するように頼むとともに、ラウルにはシルヴィアがホセ・ルイスの子を妊娠していることを告げる。シルヴィアとラウルの関係を知り、怒り狂ったホセ・ルイスはカルメンに関係を迫るが拒否される。そして、ラウルが母コンチータと関係している姿を目撃したホセ・ルイスは、ラウルに襲いかかり、激しい殴り合いの末にラウルに殴り殺されてしまう。その場にシルヴィアがマヌエルを連れて来る。ホセ・ルイスの遺体を抱いて嘆き悲しむコンチータをマヌエルは罵る。更にカルメンも駆けつける。男女6人の関係は入り乱れ、シルヴィアをマヌエルが抱きしめ、人を殺してしまったことを泣いて悔やむラウルをコンチータが抱きかかえ、冷たくなったホセ・ルイスの遺体をカルメンがかき抱く。

## キャスト
- シルヴィア - ペネロペ・クルス： 下着工場で働く少女。
- カルメン - アンナ・ガリエナ： シルヴィアの母。バー（売春宿）を営む。
- ホセ・ルイス - ジョルディ・モリャ： シルヴィアの恋人。
- コンチータ - ステファニア・サンドレッリ： ホセ・ルイスの母。息子を溺愛。
- ラウル - ハビエル・バルデム： ハムの配達員。闘牛士を目指す成り上がり志向の青年。
- マヌエル - フアン・ディエゴ（スペイン語版）： 大手下着メーカー社長。ホセ・ルイスの父。カルメンの元恋人。